# Cañaveral de León
Cañaveral de León és un poble de la província de Huelva (Andalusia), que pertany a la comarca de Sierra de Huelva.

## Demografia
| 1996 | 1998 | 1999 | 2000 | 2001 | 2002 | 2003 | 2004 | 2005 |
| ---- | ---- | ---- | ---- | ---- | ---- | ---- | ---- | ---- |
| 539  | 514  | 515  | 501  | 489  | 474  | 464  | 434  | 419  |